# Iranotherium morgani
O Iranotherium morgani (“besta do Irã”) era um rinoceronte grande encontrado na Ásia central. Era um antecessor do Sinotherium, e pode ter sofrido autocompetição com os seus descendentes.
Os machos eram maiores do que as fêmeas.